# スーパーナイト
『スーパーナイト』（SUPER NIGHT）は、1997年10月5日から2001年3月25日までフジテレビ系列局で生放送されていた情報番組。関西テレビとフジテレビの共同制作。放送時間は毎週日曜22:00 - 23:00（JST）（テレビ大分、テレビ宮崎を除く）。

## 概要
社会情報局が関わる情報番組（ワイドショー）として、更にはわずか半年で終了したスポーツニュース番組『Grade-A』の後番組として制作された。重要ニュースや密着ドキュメント等、硬軟織り混ぜたVTR特集2つが番組の核となる。中盤に芸能情報「ワイドショー一番だし」を放送。日曜夜という条件を活かして、統一地方選挙や東京都議会議員選挙の開票速報を番組の全編にわたり行った。この縁で、森本は一度FNNの選挙特別番組のキャスターに起用されている。なお、字幕はフジテレビ制作ワイドショー番組と同一である。
1984年3月のNHK退職後、TBSと専属契約していた森本は本番組がフジテレビ系列での初のレギュラー番組担当となった。
前番組から引き続き、フジテレビと関西テレビによる共同制作番組の形をとる。番組のメイン制作とネットワーク配信はフジテレビが行い、スポンサーセールスはフジテレビと関西テレビが共同で行うという形だった。
スポンサーセールスに関しては番組の前半枠が関西テレビ担当、KINCHOをはじめとする複数スポンサーであった。対して後半枠はフジテレビによるもので、三菱電機（1998年9月まで、日曜19:30の一社提供番組へ移行）とキリンビール（1998年4月に水曜22時台・タモリ枠より移行）をはじめとした複数スポンサー。本番組終了後（22:58:50ごろ）に、必ず『ミュージックフェアこのあとすぐ』を放送していた（※ミュージックフェアを放送しないネット局では、CMに差替えていた）。
2001年3月に番組は終了したが、その翌月からはキャストとスタッフをほぼ引き継ぎ、放送時間を2時間15分と大幅に拡大したリニューアル版番組『EZ!TV』がスタート。この流れが現在の「Mr.サンデー」まで続いている。

## 出演者

### 総合司会
- 森本毅郎（フリーアナウンサー、元NHKアナウンサー）
- 小島奈津子（当時フジテレビアナウンサー）

### サブ司会
- 梅津弥英子（当時セント・フォース所属。後にフジテレビアナウンサー）：天気コーナーの初代担当を兼ねて出演していた。当時は大学在籍中だったため「高石百合子」名義で出演していたが、2000年に本名の「梅津弥英子」としてフジテレビアナウンサーとして入社し小島と同僚となる（2002年まで）。

### レギュラーコメンテーター
- 伊藤洋一（当時住信基礎研究所主席研究員・エコノミスト） ※放送開始途中から出演。後に『EZ!TV』、『情報ライブ EZ!TV』にも引き続き出演していた。この番組を機に森本自身のレギュラーラジオ『森本毅郎・スタンバイ!』(TBSラジオ)の「ニュースズームアップ」の金曜日コメンテーターに1998年10月から起用された。2019年現在も出演中。

### ワイドショー一番出し!担当
- 初代：前田忠明（フジテレビ芸能デスク・芸能レポーター）
- 2代目：柳沢慎吾（俳優・タレント）
- 3代目：松本雄峰（当時フジテレビ芸能デスク、現在は共同テレビプロデューサー）

### 天気担当
- 初代：高石百合子（サブ司会との兼務で出演。）
- 2代目：水沢はるか

## スタッフ
- 構成：中島渉、鈴木桂、米澤秀樹、石田章洋、朝長浩之、金子正道、奥田裕之
- 技術：毛利敏彦
- カメラ：篠原栄二
- 音声：猪狩敏
- VE：田中孝生
- 照明：藤井梅雄（FLT）
- 音響効果：星川秀一、斎藤宏之
- 編集：テレモーションマックス、共同エディット
- 技術協力：共同テレビ、八峯テレビ
- 美術制作：夏野展實（フジテレビ）
- 美術進行：萩原千恵子
- デザイン：石森慎司（フジテレビ）
- タイトル：山形憲一（フジテレビ）
- タイトルCG：美峰
- 電子タイトル：飯野由紀子
- 制作協力：フォーティーズ、日本テレワーク、SJK、エイムワン
- チーフディレクター：大野貢（フジテレビ情報番組センター）
- プロデューサー：田中信之、時澤正（フジテレビ情報番組センター）、山口泰弘、永井靖（関西テレビ）
- 制作：フジテレビ、関西テレビ

## ネット局と放送時間
- なお、日本テレビ系列とクロスネット局であるテレビ大分とテレビ宮崎は日本テレビ系番組を同時ネットで放送しているため非ネット。ただし、台風など緊急情報を伝える際には裏送りで中継を入中することがある。

| 放送対象地域  | 放送局                    | 系列           | 放送日時           | 備考           |
| ------------- | ------------------------- | -------------- | ------------------ | -------------- |
| 関東広域圏    | フジテレビ（CX）          | フジテレビ系列 | 日曜 22:00 - 23:00 | 【共同制作局】 |
| 近畿広域圏    | 関西テレビ（KTV）         | フジテレビ系列 | 日曜 22:00 - 23:00 | 【共同制作局】 |
| 北海道        | 北海道文化放送（uhb）     | フジテレビ系列 | 日曜 22:00 - 23:00 |                |
| 岩手県        | 岩手めんこいテレビ（mit） | フジテレビ系列 | 日曜 22:00 - 23:00 |                |
| 宮城県        | 仙台放送（OX）            | フジテレビ系列 | 日曜 22:00 - 23:00 |                |
| 秋田県        | 秋田テレビ（AKT）         | フジテレビ系列 | 日曜 22:00 - 23:00 |                |
| 山形県        | さくらんぼテレビ（SAY）   | フジテレビ系列 | 日曜 22:00 - 23:00 |                |
| 福島県        | 福島テレビ（FTV）         | フジテレビ系列 | 日曜 22:00 - 23:00 |                |
| 新潟県        | NST新潟総合テレビ（NST）  | フジテレビ系列 | 日曜 22:00 - 23:00 |                |
| 長野県        | 長野放送（NBS）           | フジテレビ系列 | 日曜 22:00 - 23:00 |                |
| 静岡県        | テレビ静岡（SUT）         | フジテレビ系列 | 日曜 22:00 - 23:00 |                |
| 富山県        | 富山テレビ（BBT）         | フジテレビ系列 | 日曜 22:00 - 23:00 |                |
| 石川県        | 石川テレビ（ITC）         | フジテレビ系列 | 日曜 22:00 - 23:00 |                |
| 福井県        | 福井テレビ（FTB）         | フジテレビ系列 | 日曜 22:00 - 23:00 |                |
| 中京広域圏    | 東海テレビ（THK）         | フジテレビ系列 | 日曜 22:00 - 23:00 |                |
| 島根県･鳥取県 | さんいん中央テレビ（TSK） | フジテレビ系列 | 日曜 22:00 - 23:00 |                |
| 岡山県･香川県 | 岡山放送（OHK）           | フジテレビ系列 | 日曜 22:00 - 23:00 |                |
| 広島県        | テレビ新広島（tss）       | フジテレビ系列 | 日曜 22:00 - 23:00 |                |
| 愛媛県        | テレビ愛媛（EBC）         | フジテレビ系列 | 日曜 22:00 - 23:00 |                |
| 高知県        | 高知さんさんテレビ（KSS） | フジテレビ系列 | 日曜 22:00 - 23:00 |                |
| 福岡県        | テレビ西日本（TNC）       | フジテレビ系列 | 日曜 22:00 - 23:00 |                |
| 佐賀県        | サガテレビ（STS）         | フジテレビ系列 | 日曜 22:00 - 23:00 |                |
| 長崎県        | テレビ長崎（KTN）         | フジテレビ系列 | 日曜 22:00 - 23:00 |                |
| 熊本県        | テレビくまもと（TKU）     | フジテレビ系列 | 日曜 22:00 - 23:00 |                |
| 鹿児島県      | 鹿児島テレビ（KTS）       | フジテレビ系列 | 日曜 22:00 - 23:00 |                |
| 沖縄県        | 沖縄テレビ（OTV）         | フジテレビ系列 | 日曜 22:00 - 23:00 |                |

## テーマ曲
- 本間勇輔 『THE THEME FROM SUPERNIGHT』

## 関連番組
- ニュースの女 - 1998年1月〜3月まで放送されたフジテレビ系のドラマ。劇中のニュース番組にて当番組のテーマ曲が使われていた（劇伴も本間が担当）。
- 噂の!東京マガジン：森本と小島は後に、この番組でも共演している。